# Honda Intelligent Throttle Control System
HITCS Honda Intelligent Throttle Control System.
Dit is een systeem voor de gasklepbediening van de Honda RC 211 (MotoGP)-wegrace-motorfiets. Een elektronische rekeneenheid relateert de stand van de gaskleppen aan de gekozen versnelling, waardoor het achterwiel minder uitbreekt bij het accelereren.